# Lagunas del Ornitólogo
Las Lagunas del Ornitólogo son un conjunto de lagunas formadas por una depresión de lo que era el antiguo lecho del río Chubut. Están ubicadas a 7 km del centro de la ciudad de Trelew, en dirección a Rawson.  

## Características
En ellas es posible observar 120 especies de aves, entre ellas flamencos australes, faloropos comunes, dos especies de gaviotas, biguaes, y a tres especies de macáes. La vegetación del lugar es típica de una zona árida, con canto rodado, siendo un lugar sumamente atractivo para encontrar aves que no se observan en el desierto. Es un lugar muy poco conocido y un poco difícil de acceder.
Los bajos o depresiones referidos conforman un sistema de lagunas encadenadas con una pendiente general hacia el mar, escurriendo el agua acumulada hacia el este siendo su disposición final el mayor de los bajos, llamado El Salitral. Están ubicados en los ejidos de Trelew y Rawson, entre la Meseta Intermedia y la Ruta Prov. 7. 
Aún es posible ver el trazado del extinto Ferrocarril Central del Chubut cerrado en 1961. La laguna es atravesada con el terraplén en su extremo sur. Esto se aprecia en las imágenes tomadas desde el avión que sobrevuelan el lugar donde estuvo el Apeadero km 78.
Después de estas lagunas, comunicadas con un canal de desagüe, se halla la laguna Negra de Trelew, llama así ya que recibe los efluentes cloacales y pluviales de la ciudad, los efluentes cloacales de la Base Aeronaval Almirante Zar y, desde los años 1970, el producto de lavados de filtros y decantadores de la Planta Potabilizadora de Puerto Madryn. Esta laguna se ha convertido en un problema ecológico de la ciudad debido a su gran tamaño y rápido crecimiento, que aumenta aún más en épocas de lluvias. Hay un proyecto de tratar las aguas y verterlas al río Chubut, pero generó controversias ya que podrían contaminar las aguas del río.

## Descripción de las lagunas
Laguna I  Laguna Chiquichano
Laguna II o de la Baserecibe los líquidos productos de lavados de filtros y decantadores de la Planta Potabilizadora de Puerto Madryn y los efluentes cloacales de la Base Aeronaval Almirante Zar. Puede descargar en la Laguna III.
Laguna III o del Cañotoma este nombre por la presencia del caño de descarga final del sistema colector cloacal de la ciudad de Trelew, también es la descarga de líquidos pluviales de varios puntos de la ciudad.
Laguna IV o de los dos Ejidoses la de mayor tamaño con agua permanente, ocupa tierras de ejidos de Trelew y Rawson. Aunque en la actualidad está unida con la Laguna V se la sigue considerando como fue originalmente. Podría descargar por declive natural a la Laguna VI El Salitral.
Laguna V o del Basuralaunque está unida a la Laguna IV se la continúa considerando como fue originalmente. No tiene salida.
Laguna VI o bajo El Salitralse encuentra totalmente en el ejido de Rawson. Su superficie es casi igual al ocupado por las lagunas existentes. Existe la posibilidad de poder descargar al mar los líquidos excedentes por bombeo hacia la zona de El Sombrerito.

## Galería

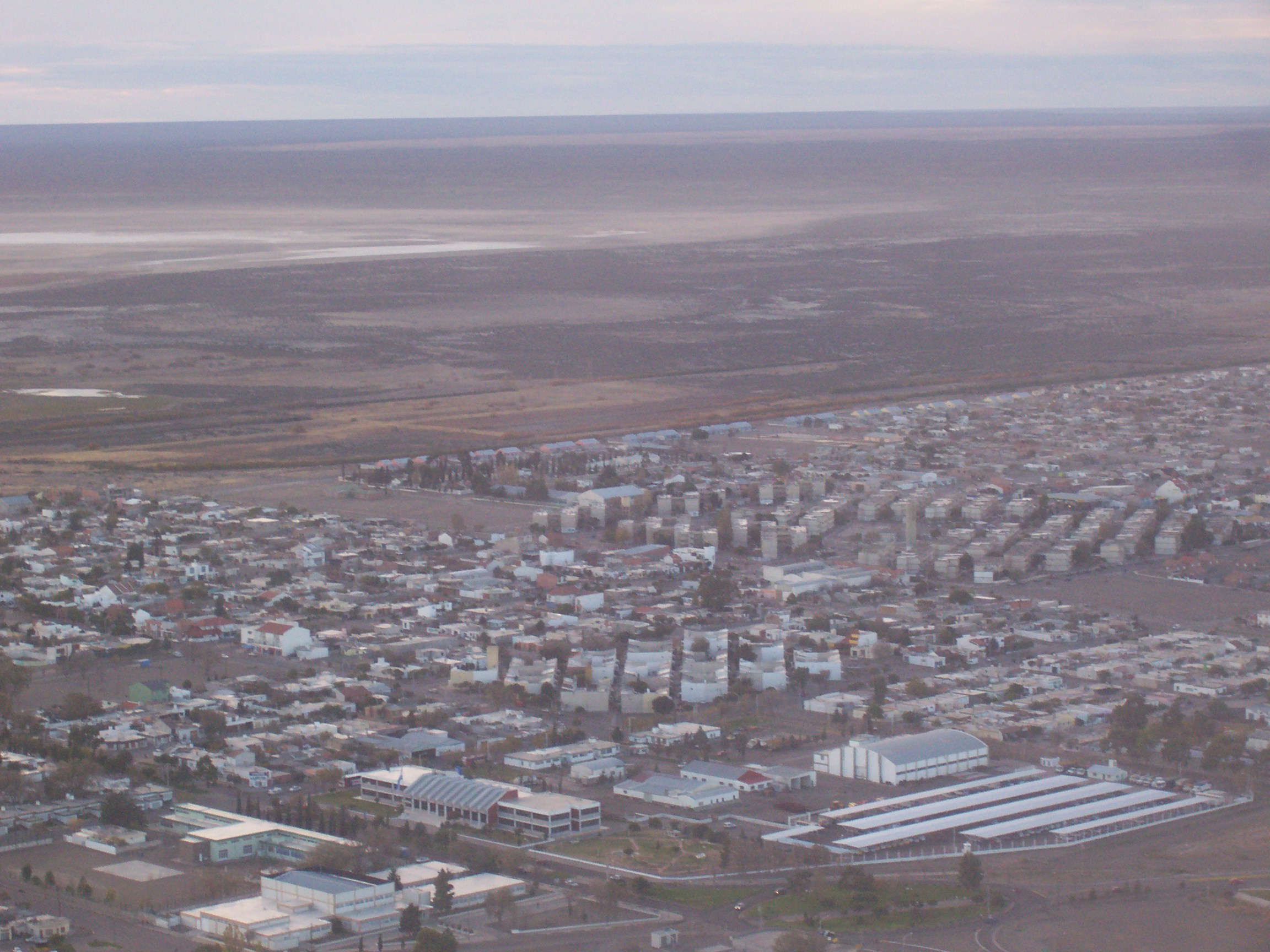
Vista aérea de Rawson. Al fondo se logra divisar parcialmente la laguna VI.
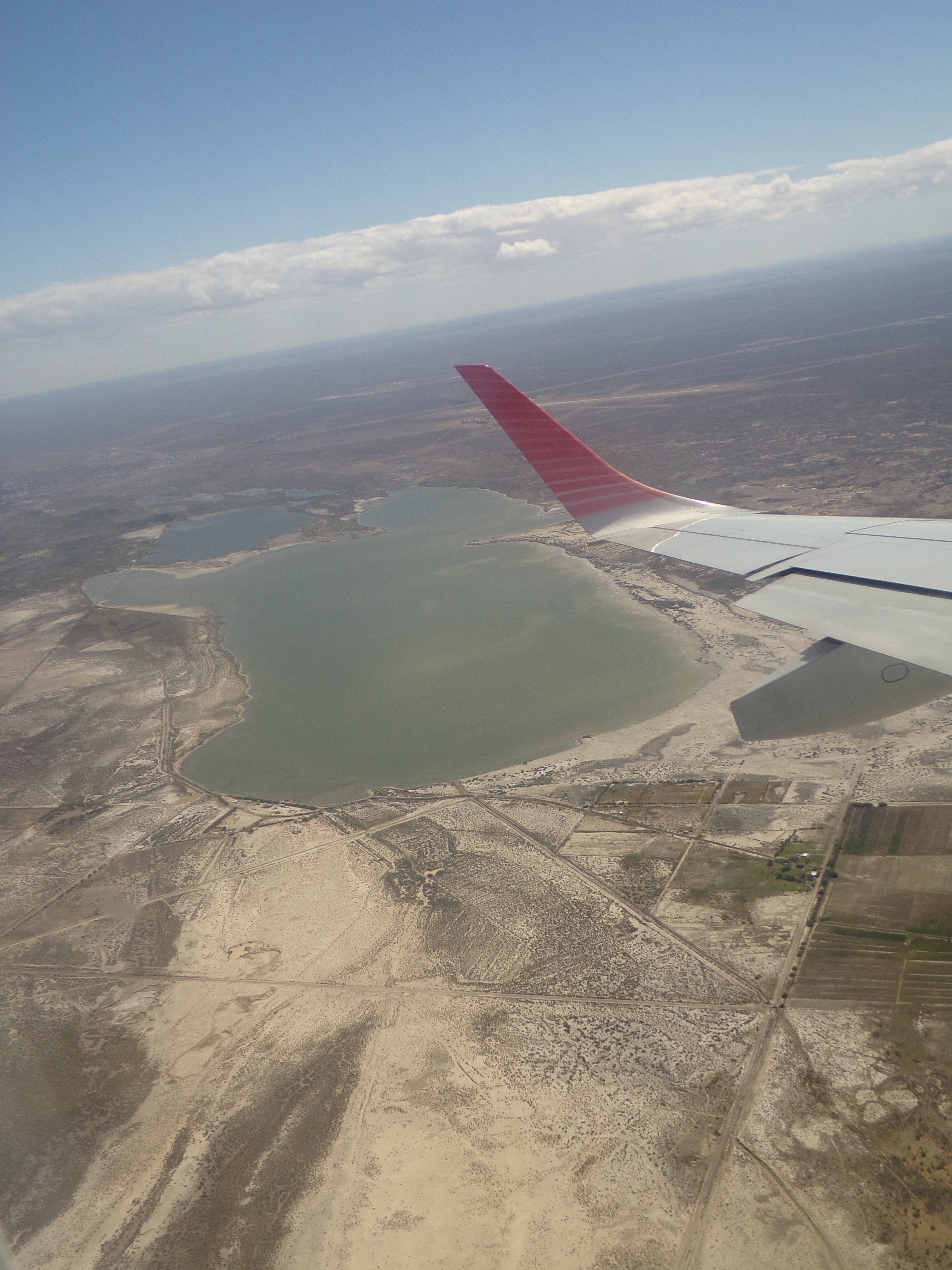
Las lagunas vistas desde un Embraer 190 de Austral Líneas Aéreas.
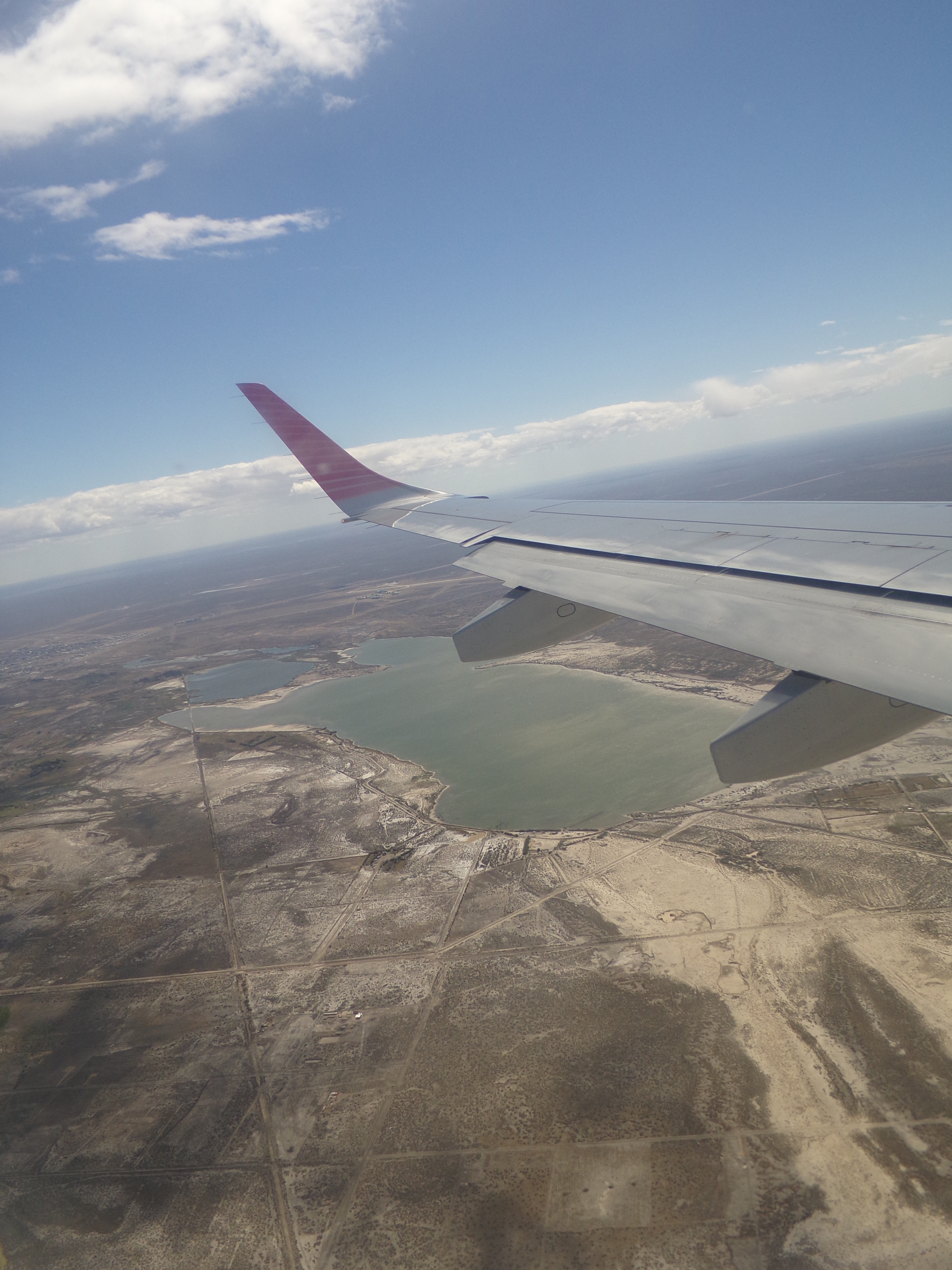
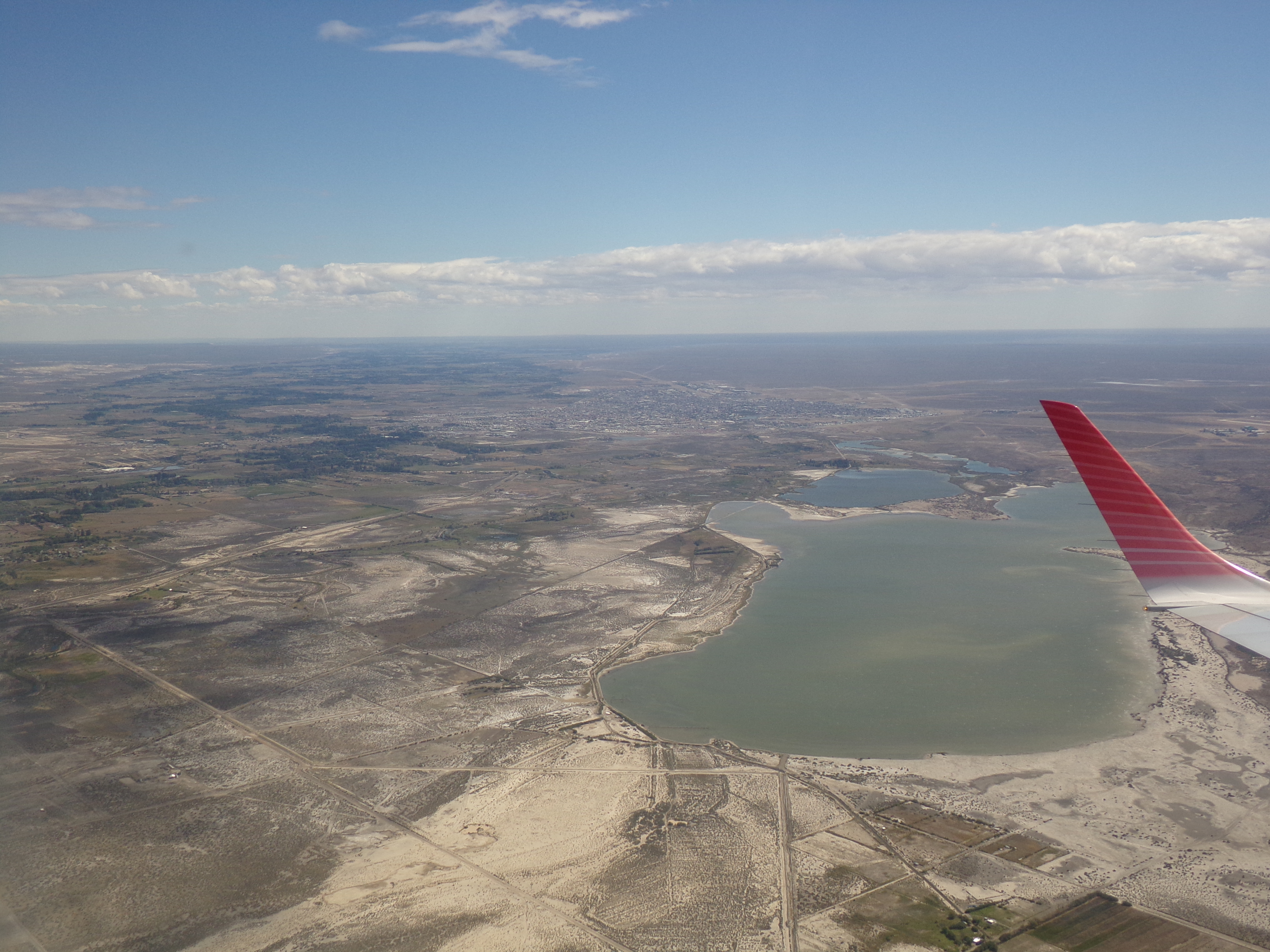
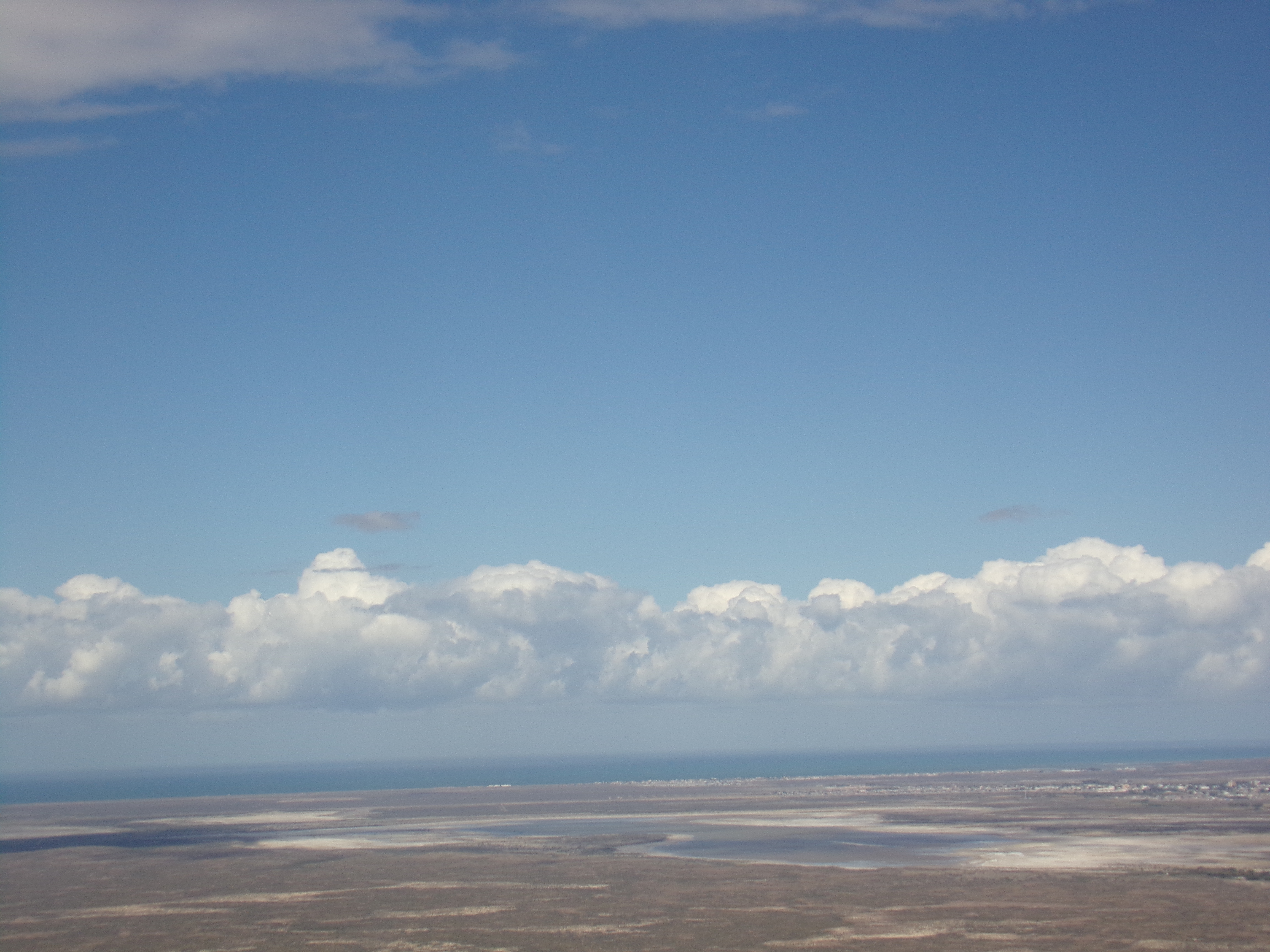
Vista aérea de Rawson con la laguna VI.
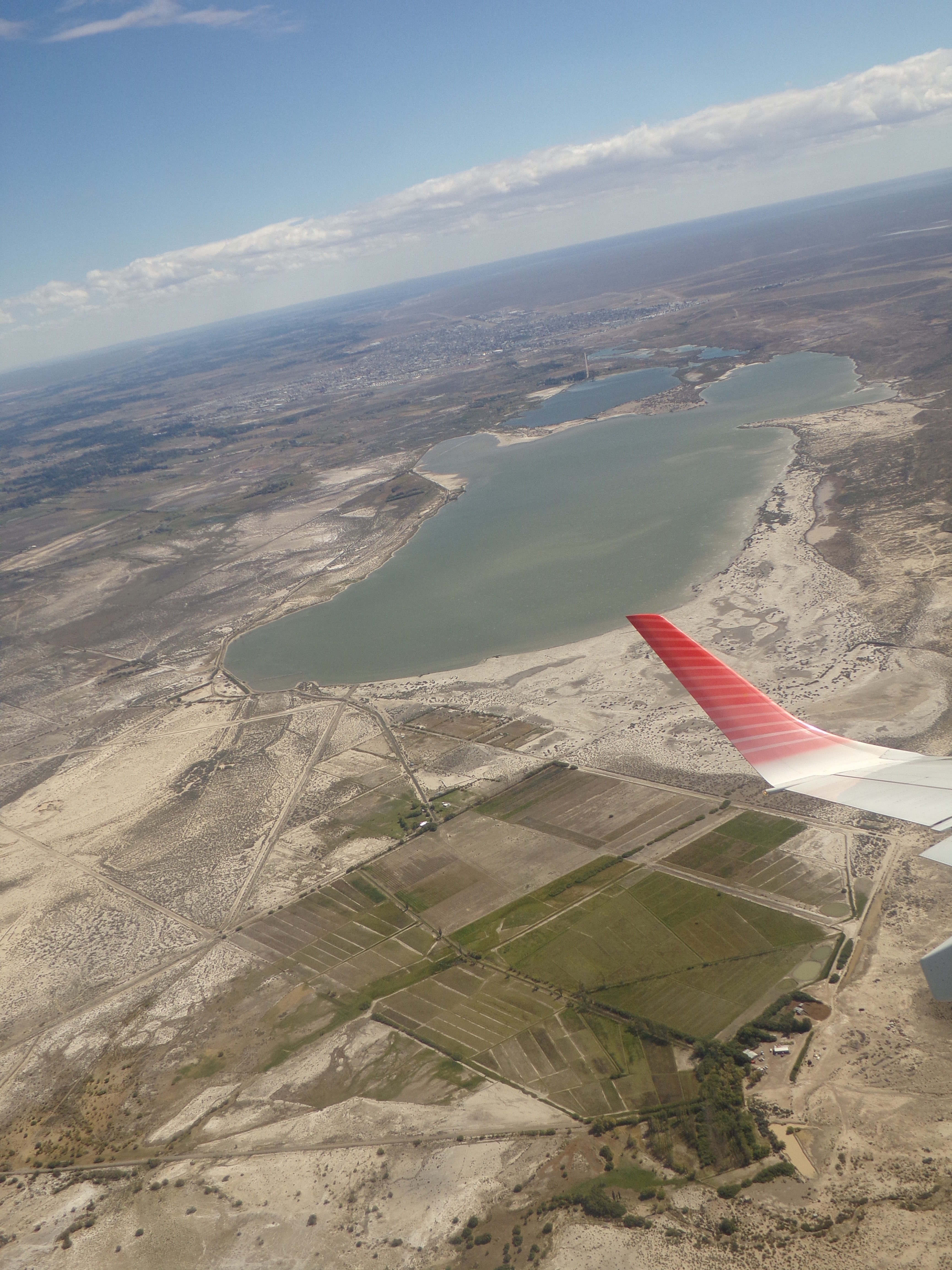
Chacras cercanas a las lagunas.
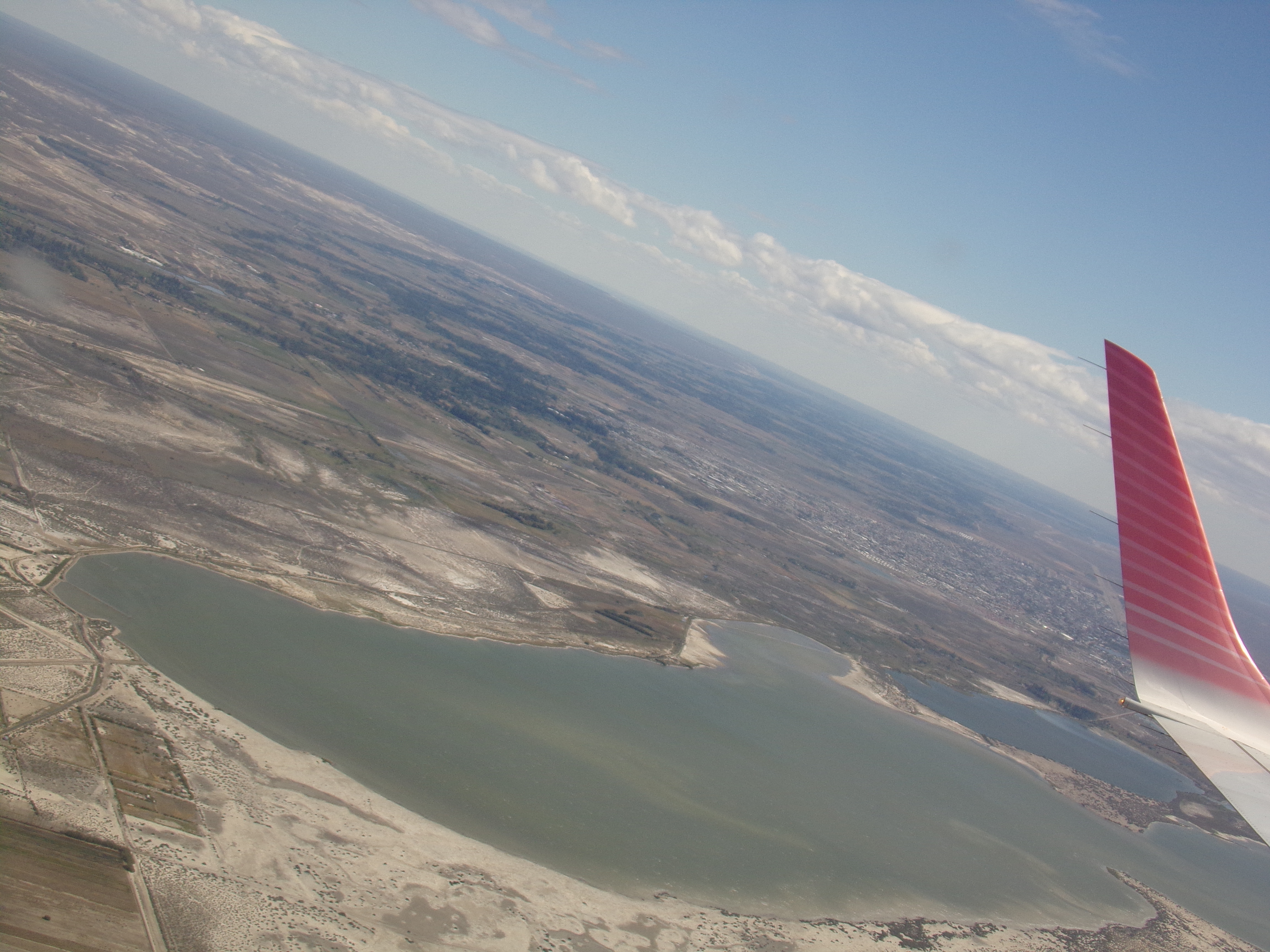
El extremo sur de la laguna dividido en dos por el terraplén del ex ferrocarril